# Wim Duisenberg
Willem Frederik „Wim“ Duisenberg (Heerenveen, 1935. július 9. – Faucon, 2005. július 31.) az Európai Központi Bank (EKB) első elnöke 1998 és 2003 között.

## Pályája
1973. május 11. és 1977. december 19. között Hollandia pénzügyminisztere volt.

## Elismerések

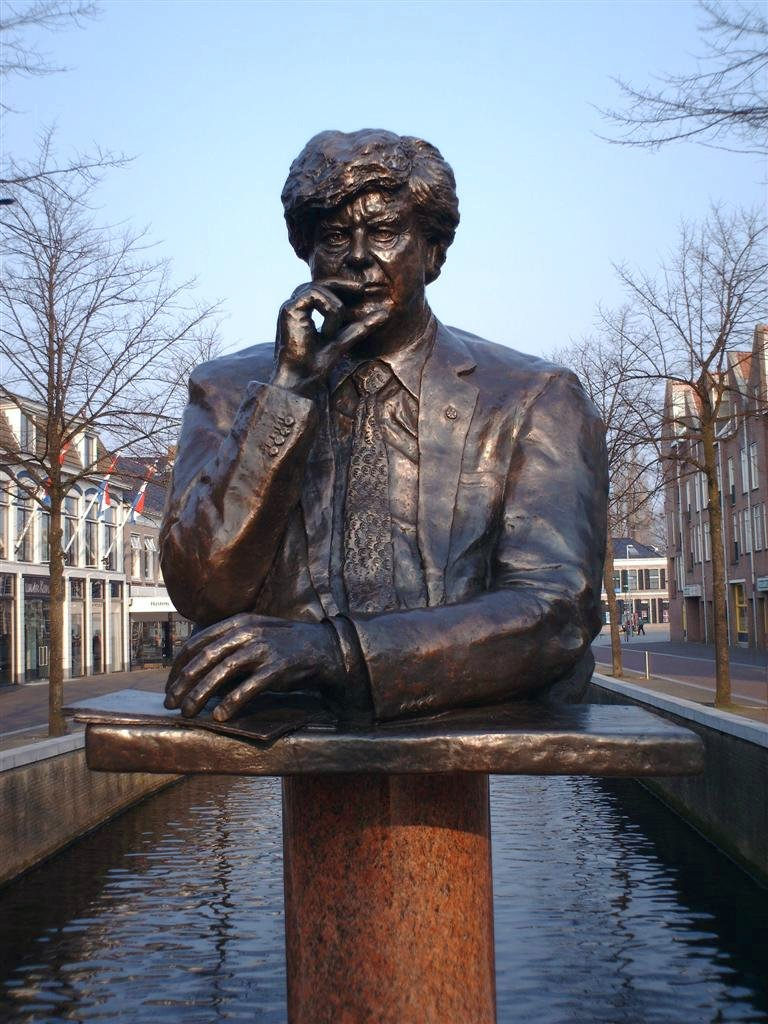
Wim Duisenberg mellszobra

- Ridder in de Orde van de Nederlandse Leeuw (1978)
- Commandeur in de Orde van Oranje-Nassau
- Commandeur in de Orde van de Nederlandse Leeuw (1997)
- Francia Köztársaság Becsületrendje lovagja (1998)
- Katolikus Izabella-rend nagykerestje
- Penning van verdienste (1997)
- Az Amszterdami Egyetem díszdoktora (2001)
- Charlemagne-díj (2002)
- Bundesverdienstkreuz (2002)
- Osztrák Köztársaság Érdemjele (2003)[10]
- Katolikus Izabella-rend nagykerestje (2003)
- Ordem do Infante D. Henrique (2003)
- Orde van Oranje-Nassau

## Bibliográfia
- De economische gevolgen van de ontwapening, disszertáció, Groningeni Egyetem, 1965.